# Herceg Novi
Herceg Novi (en serbi ciríl·lic: Херцег Нови, en italià: Castelnuovo) és una ciutat del sud-oest de Montenegro, que tenia 19.617 habitants segons el cens de l'any 2011. És a més la capital del municipi homònim.

## Història

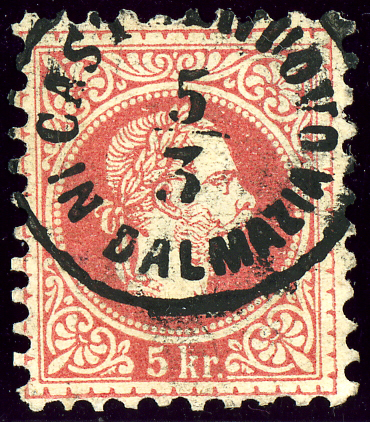
segell austríac de 1867 amb l'obliterat Castelnuovo in Dalmazia; el 1900 els noms ERZEG NOVI i CASTELNUOVO PRESSO CATTARO foren emprats en obliteracions bilingües.

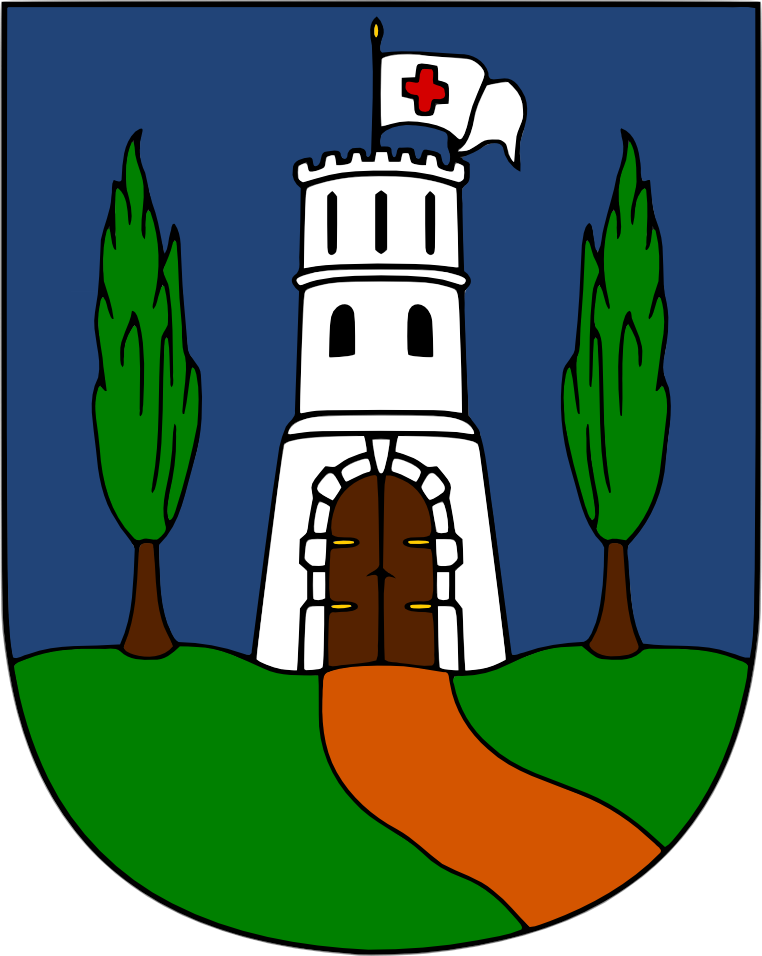
antic escut de Herceg Novi

Els resultats arqueològics de Luštica testifiquen els principis de la civilització en aquesta regió, que semblen procedir de l'Edat de Bronze neolítica i primerenca. La primers éssers humans dels quals es té constància que van viure en Herceg Novi van ser els il·liris. Les oportunitats comercials van atreure a comerciants grecs al segle V aC. Posteriorment existia un poble de pescador en el lloc. Després de ser derrotats el il·liris per Roma, aquesta va assumir el control d'aquesta zona. Després de la caiguda de l'imperi romà occidental, el 476, l'Imperi Romà d'Orient la va governar durant sis segles.
Al segle VII dC., les tribus eslaves van habitar aquesta regió i al voltant de l'àrea de Herceg Novi es va constituir el municipi de Dračevica. Al segle x, Dračevica va perdre la seva independència, convertint-se en província del ducat de Zeta. A la mort del tsar Dušan, Dračevica va ser governat pel duc Vojislav Vojinoviĉ. […] La ciutat de Herceg Novi va ser fundada el 1382, quan el ban bosnià, el rei Tvrtko I Kotromanić, la va instituir a la Badia de Topla, en un intent de donar-li un aspecte comercial, marítim i social, ciutat a la qual va anomenar Sveti Stefan o Sant Step (sant Esteve). A la mort de Tvrtko, el duc Sandalj Hranić dels Kosačas d'Hercegovina van adquirir Castelnuovo. Durant el seu regnat Herceg Novi va començar a comerciar amb la sal. Quan Hranić va morir el seu nebot, duc (herceg) Stjepan Vukčić Kosača, va heretar Castelnuovo. Sota l' Herceg ('duc'), Stjepan Vukčić Kosača Castelnuovo la ciutat va experimentar un considerable progrés o es va engrandir esdevenint una ciutat rebatejada com Herceg Novi, ja que era una de les ciutats més joves de la costa adriàtica i Novi volia dir 'nou'; el nom en llatí fou Castrum Novum (Castel Nuovo, en italià, literalment «Castell Nou»). .
Els turcs van conquistar la ciutat en 1482, amb una petita pausa, entre 1538 i 1539, quan va ser ocupada pels austrohispans (vegeu setge de Castelnuovo). Els turcs van dominar la zona fins a 1687.
Després de la dominació turca, la ciutat va ser presa pels venecians i inclosa a l'Albània Veneta fins a la fi de la República de Venècia el 1797. Després d'això, va haver-hi nombrosos canvis en l'administració i control de Herceg Novi. Va estar en mans de l'imperi austrohongarès des del 24 d'agost de 1798 fins que fou transferida a Rússia pel tractat de Presburg el 26 de desembre de 1805 sent ocupada efectivament pels russos del 28 de febrer de 1806 fins al 12 d'agost de 1807. El 7 de juliol de 1807 Rússia la va cedir a França pel tractat de Tilsit i els francesos hi van entrar formalment el 12 d'agost de 1807. Fou part de la Dalmàcia Francesa fins al 14 d'octubre de 1809 quan fou incorporada a les Províncies Il·líriques. El 1813 la ciutat fou ocupada pels montenegrins amb la resta de la badia de Kotor: després va estar sota control del govern provisional de Dobrota, per mitjà de Boka Kotorska, que tenia el suport de Montenegro, des de l'11 de setembre de 1813 al 10 de juny de 1814. Llavors es van presentar les tropes austrohongareses (1814) i el príncep bisbe montenegrí va haver de cedir la ciutat als austrohongaresos l'11 de juny de 1814. Llavors fou integrada junta amb la resta de la badia, a la corona de Dalmàcia. Va restar en mans autrohongareses fins al 1918.
Durant la I Guerra Mundial, Montenegro va intentar recuperar la badia de Kotor; des de Lovćen, Herceg Novi fou bombardejada però el 1916 els austrohongaresos van derrotar les forces montenegrines. El 7 de novembre de 1918 l'exèrcit serbi entrava a la badia i fou aclamat per la població com a alliberadors. Llavors va passar a formar part del Regne dels Serbis, Croates i Eslovens després rebatejat Iugoslàvia el 1929. La badia fou una municipalitat de Dalmàcia fins que fou formalment abolida el 1922 i llavors unida al oblast de Zeta, que va esdevenir Banat de Zeta el 1929.
A la II Guerra Mundial els italians van aprofitar per annexionar Herceg Novi el 1941 després de l'enfonsament de Iugoslàvia. Va formar part de la província de Cattaro. Herceg Novi fou reconquerida pels partisans iugoslaus el 10 de setembre de 1943, però durant uns mesos van haver de combatre amb els nazis alemanys. Al crear-se la nova Iugoslàvia socialista al final de la guerra, Herceg Novi va esdevenir part de la república federal socialista de Montenegro.

## Població
Evolució demogràfica:
- 1981 : 12.686 habitants
- 1991 : 15.105 habitants
- 2003 : 16.493 habitants

La municipalitat de Herceg Novi va des de Prevlaka al estret de Verige. Una línia gairebé ininterrompuda de pobles va per tota aquesta franja de costa (incloent Igalo, Herceg Novi, Baošići, Đenovići, Meljine i Bijela), portant la població de la municipalitat a 30.864 habitants (cens del 2011).

## Transport
L'aeroport de Tivat es troba a 23 km, des d'on es pot volar a Belgrad i Zúric. Ja a Croàcia, a 30 km hi ha l'aeroport de Dubrovnik, que connecta amb més destinacions europees.